# Marignane
Marignane is een gemeente in het Franse departement Bouches-du-Rhône (regio Provence-Alpes-Côte d'Azur). De gemeente telde 33.164 inwoners op 1 januari 2022. De plaats maakt deel uit van het arrondissement Istres.

## Geografie
De oppervlakte van Marignane bedroeg op 1 januari 2022 23,16 vierkante kilometer; de bevolkingsdichtheid was toen 1.432 inwoners per km².
De gemeente ligt aan het Étang de Berre of het meer van Berre. Ook het meer van Bolmon ligt deels in de gemeente. Dit wordt van het meer van Berre gescheiden door de schoorwal van Jaï (Cordon littoral du Jaï). De rivier Cadière mondt uit in het meer van Bolmon.
Het hoogste punt van de gemeente is de Colline Notre-Dame de Pitié (104 m).
De onderstaande kaart toont de ligging van Marignane met de belangrijkste infrastructuur en aangrenzende gemeenten.

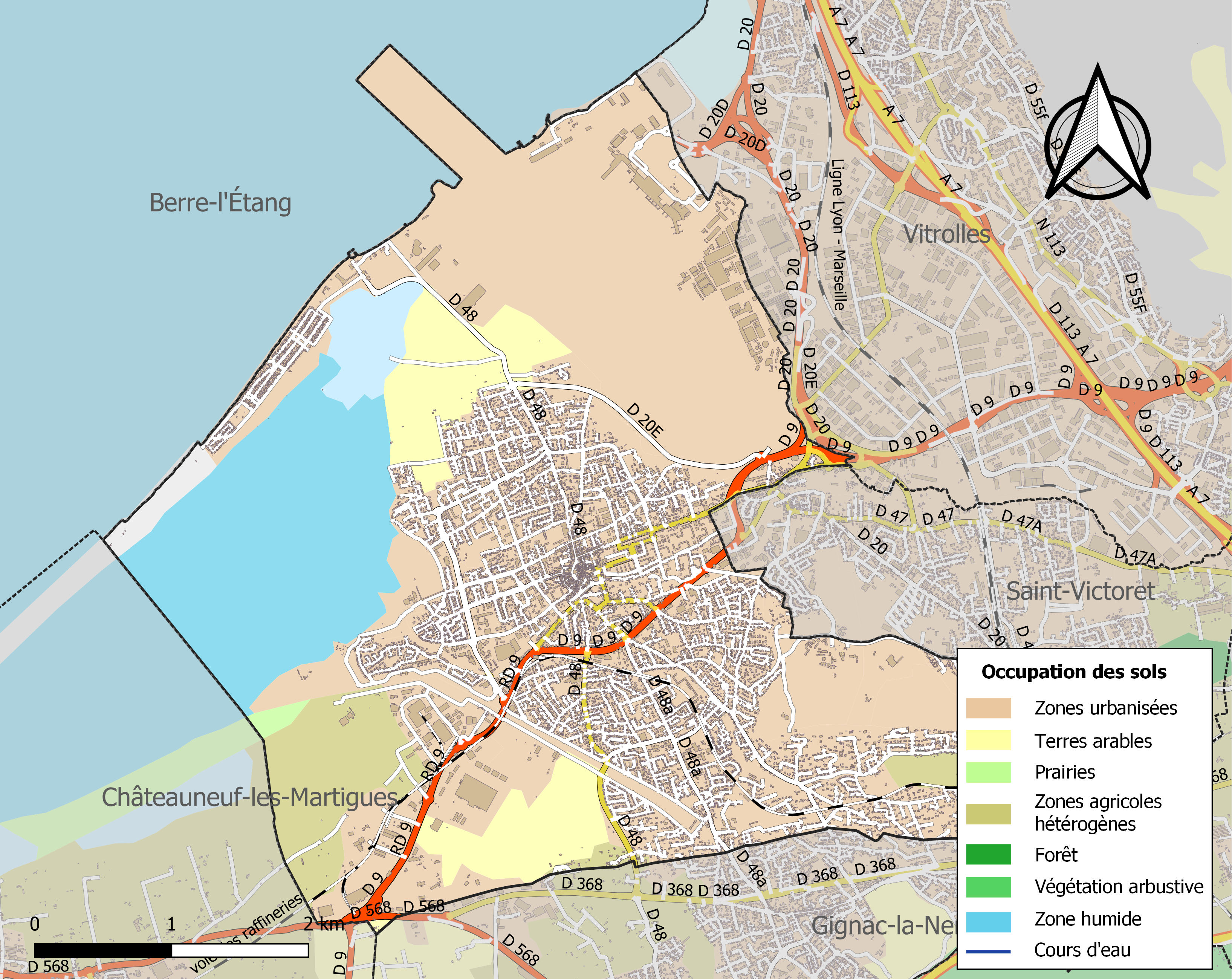

## Geschiedenis
Op de heuvel Colline Notre-Dame de Pitié was er voor onze jaartelling een oppidum, een versterkte plaats.
Marignane werd voor het eerst genoemd in de 11e eeuw en hing toen af van de heerlijkheid Les Baux. In de 12e eeuw liet Hugo van Les Baux een feodaal kasteel bouwen in Marignane en liet ook het dorp versterken. De bevolking leefde van de landbouw, de visvangst en de zoutwinning op het meer van Berre.
In de 15e eeuw viel Marignane toe aan het graafschap Provence. Vanaf 1603 tot de Franse Revolutie viel Marignane onder de markiezen van Covet. Zij lieten hun kasteel (het latere gemeentehuis) verfraaien in de 17e eeuw. In die periode kwamen er ook verschillende kloosters in Marignane.
Tussen 1910 en 1927 werden het Kanaal en de Tunnel du Rove gegraven, die een verbinding maakten tussen het meer van Berre en de Middellandse Zee.

Een watervliegtuig in een hangar (1937)

In 1910 landde een eerste watervliegtuig op het meer van Berre bij Marignane. De luchthaven van Marignane bood vanaf 1921 binnenlandse en vanaf 1923 internationale vluchten aan met watervliegtuigen. De luchthaven werd vernield in de Tweede Wereldoorlog maar werd in 1946 weer in gebruik genomen. Ze groeide uit tot de luchthaven van Marseille. Sinds 1963 is er ook een basis voor blusvliegtuigen.
De luchthaven en de vestiging van chemische industrie langs het meer van Berre zorgde voor de economische ontwikkeling van de gemeente. Er was een sterke bevolkingsgroei na de Tweede Wereldoorlog, onder andere door de vestiging van pieds-noirs na de onafhankelijkheid van Algerije.

## Bezienswaardigheden
- Musée Albert Reynaud - Arts et Traditions Provençales, museum geopend in 1973;
- Musée Raimu, museum geopend in 2014 dat gewijd is aan het leven en werk van de acteur Raimu;
- Oppidum, erkend als historisch monument;
- Belfort, gebouwd in 1516 op een van de vijf stadspoorten. Het uurwerk dateert uit 1643 en het gebouw deed vroeger dienst als stadhuis.
- Gemeentehuis, het vroegere kasteel van de markiezen van Covet;
- Romaanse kerk Saint-Nicolas;
- Voormalig Miniemenklooster.

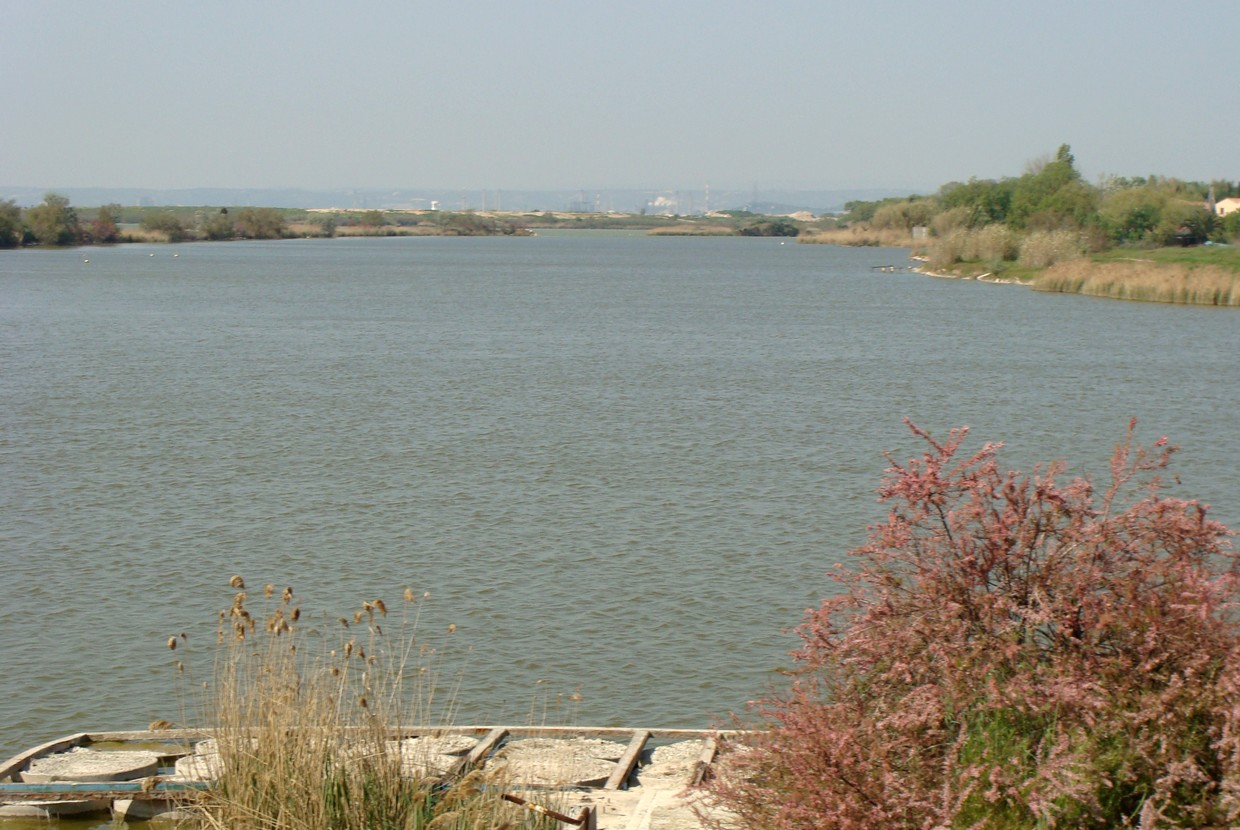
Meer van Bolmon
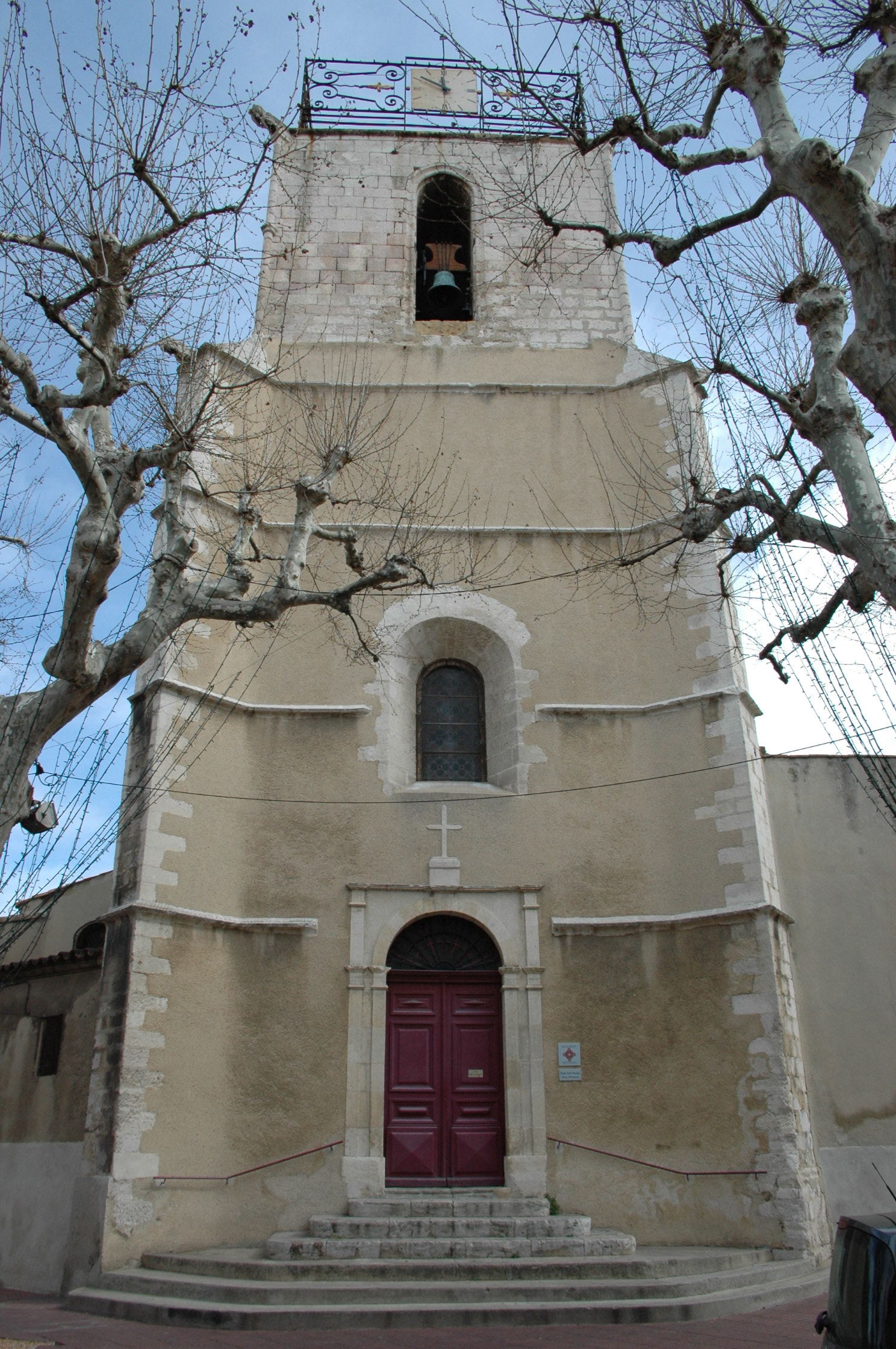
Kerk Saint-Nicolas
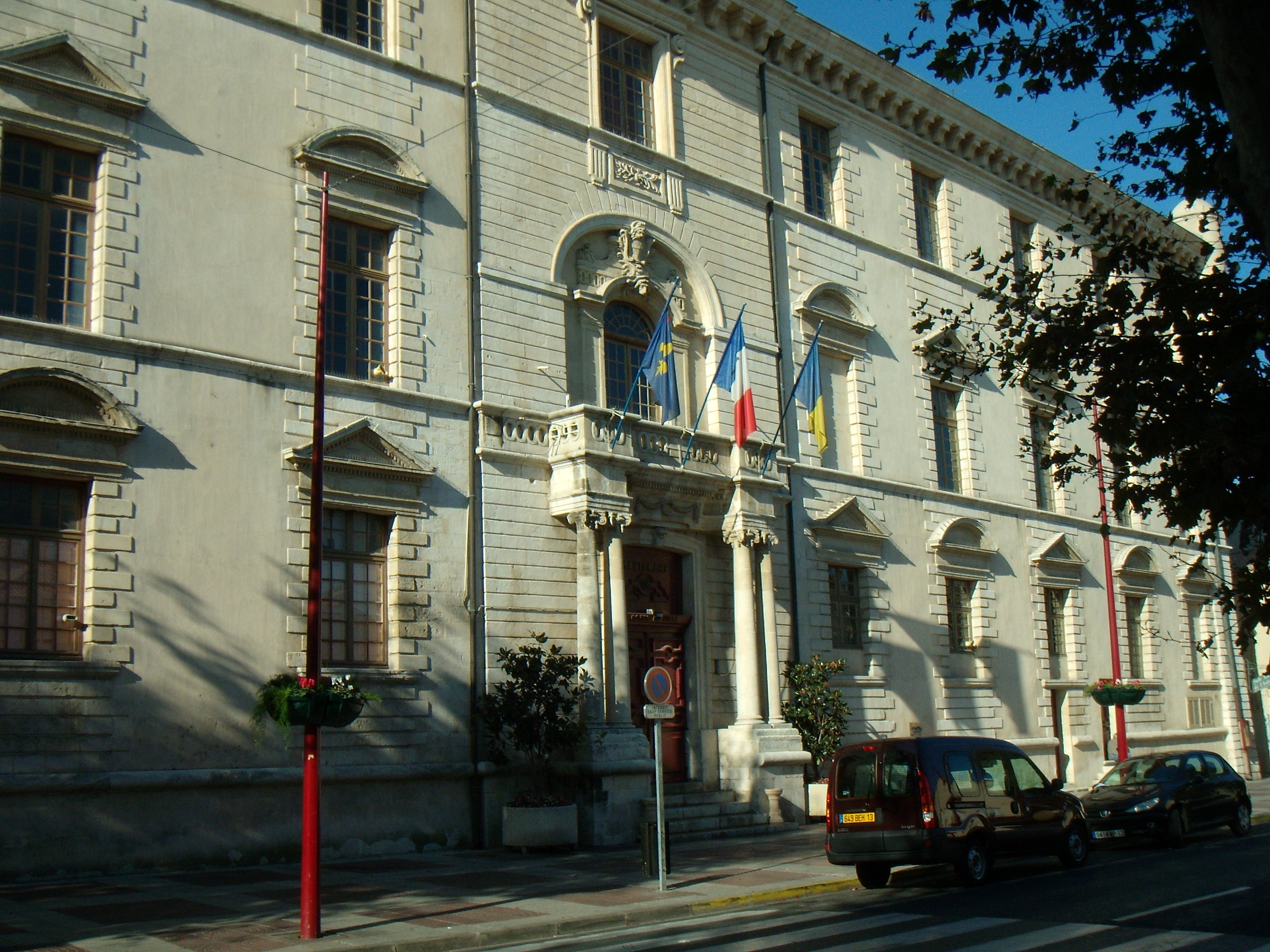
Gemeentehuis
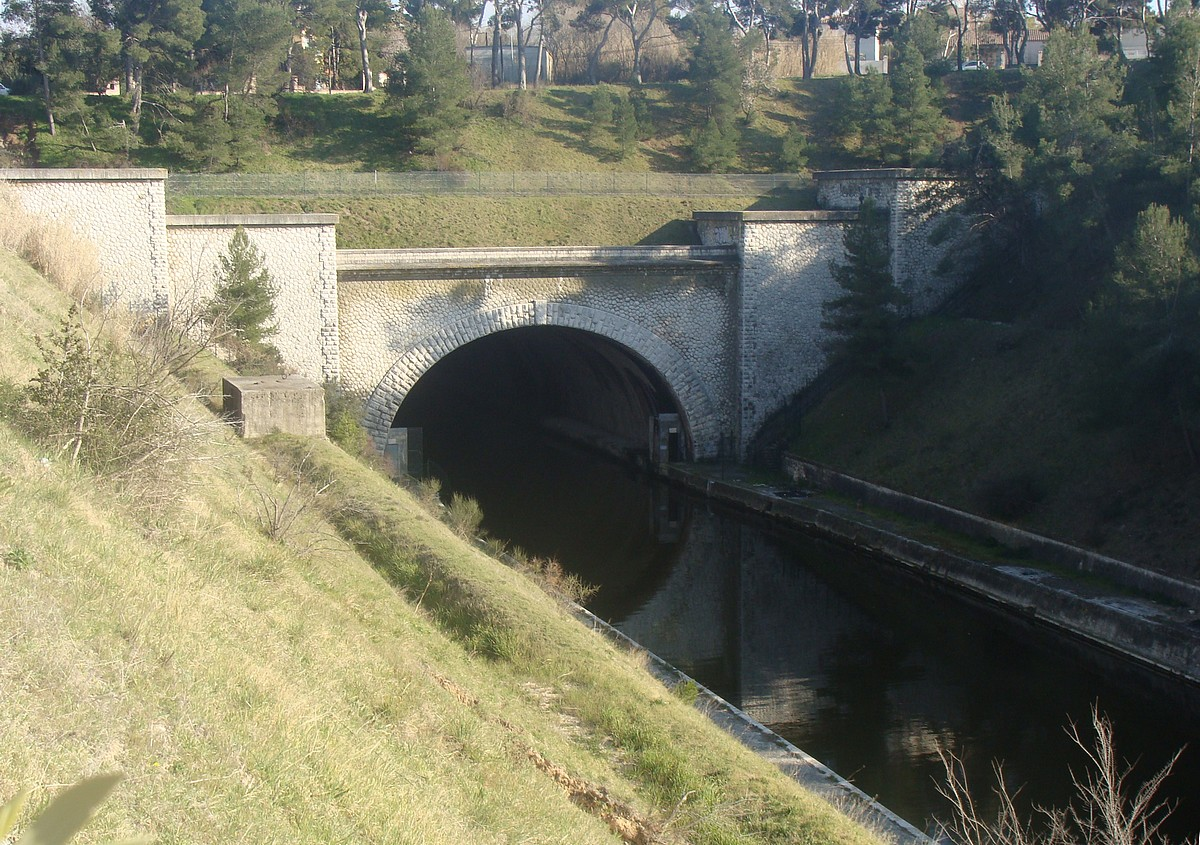
Tunnel du Rove
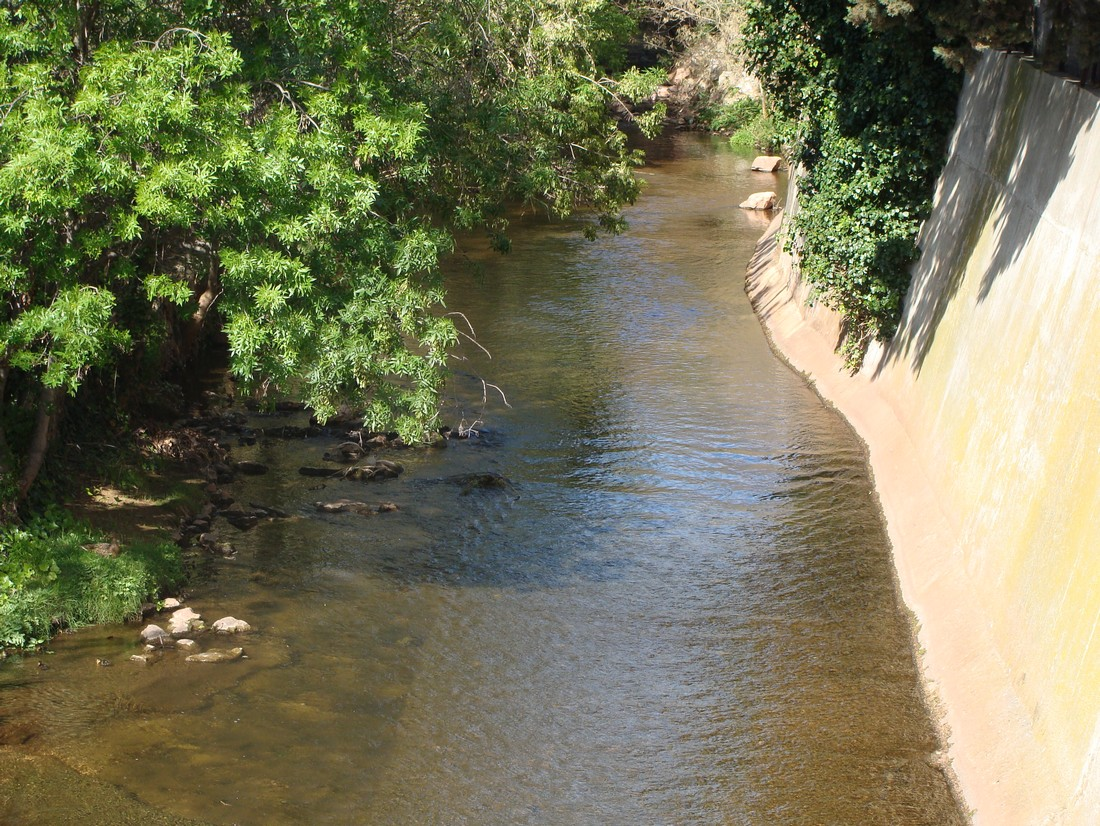
De Cadière

## Verkeer en vervoer

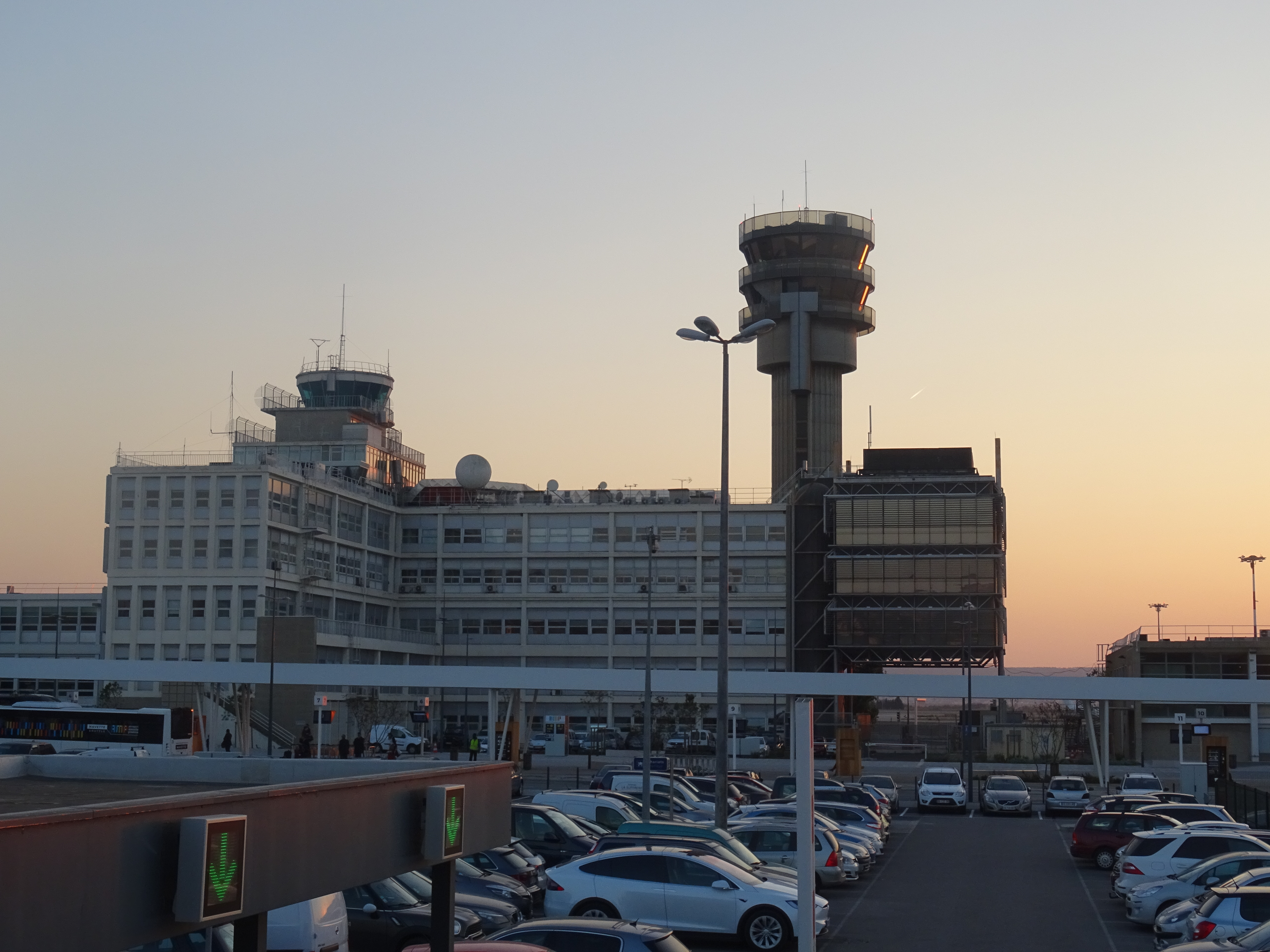
Luchthaven Marseille Provence

In de gemeente ligt spoorwegstation Pas-des-Lanciers.
De Luchthaven Marseille Provence ligt op het grondgebied van de gemeente.

## Demografie
Onderstaande figuur toont het verloop van het inwonertal (bron: INSEE-tellingen).
Vanwege een beveiligingsprobleem met de MediaWiki Graph-software is het momenteel niet mogelijk deze grafiek weer te geven. Zodra de software is bijgewerkt zal de grafiek vanzelf weer zichtbaar worden.

## Geboren
- Lionel Cappone (8 februari 1979), voetballer
- Florian Raspentino (6 juli 1989), voetballer